# MI5
El Security Service MI5, o simplement MI5 (Military Intelligence Section 5), és un servei de seguretat del Regne Unit que té per a missió protegir aquest estat de qualsevol mena d'atac interior. Fou establert l'any 1909 com l'Oficina del Servei Secret. L'MI5, juntament amb l'MI6 o Secret Intelligence Service, aviat van créixer des d'uns inicis modestos per convertir-se en agències d'intel·ligència professionals i efectives. Fou creat per l'aleshores capità Vernon Kell.

## Nom oficial
Malgrat que se'l coneix com a MI5, i fins i tot l'empra actualment el mateix servei, aquest nom només fou emprat oficialment de 1916 a 1929. Els noms que ha tengut són:
- Home Section of the Secret Service Bureau - octubre de 1909 a abril de 1914.
- Directorate of Military Operations, section 5 (MO5)—(MO5(g)) - abril de 1914 a setembre de 1916.
- Military Intelligence section 5 (MI5) - setembre de 1916 a 1929.
- Defence Security Service - 1929 a 1931.
- Security Service - 1931 a l'actualitat,

## Primera Guerra Mundial
L'MI5 va tenir un paper central en la captura de la majoria dels agents d'intel·ligència de l'Alemanya imperial al Regne Unit a l'inici de la Primera Guerra Mundial.

## Període entre guerres
Els anys immediatament posteriors a la Primera Guerra Mundial l'MI5 es reduí dràsticament com a resultat de la reducció de costos de la postguerra. La mateixa existència del Servei estigué amenaçada durant un temps, però a principis de la dècada de 1930 havia guanyat una nova importància per contrarestar la subversió comunista i feixista al Regne Unit. També tengué un paper destacat en la lluita contra l'espionatge soviètic i l'obtenció d'informació del Tercer Reich.

## Segona Guerra Mundial
Durant la Segona Guerra Mundial, el Servei de Seguretat tengué un paper clau en la lluita contra l'espionatge enemic, interceptant les comunicacions alemanyes i alimentant desinformació a Alemanya. Descobrir agents enemics a Gran Bretanya, alguns dels quals foren "convertits" pel Servei en agents dobles que proporcionaren informació falsa als alemanys sobre l'estratègia militar durant la guerra. Aquest fou el famós sistema de "Doble Creu", un engany molt efectiu que contribuir a l'èxit del desembarcament de les Forces Aliades a Normandia el dia D el juny de 1944, gràcies a l'agent Garbo, l'espia català Joan Pujol sota les ordres de Tomàs Harris. Per altra banda, gairebé tots els 115 agents dirigits contra Gran Bretanya durant el transcurs de la guerra foren identificats i capturats amb èxit. L'única excepció fou un agent que se suïcidà abans de la captura. Per primera vegada, el Servei també s'enfrontà a la lleialtat dels comunistes britànics en posicions sensibles del govern, sabent que els membres del Partit tenien instruccions per "compartir" la seva informació amb la seu del Partit Comunista. Això havia de tenir importants repercussions després de la guerra.

## Guerra freda
La Segona Guerra Mundial donà lloc a una Europa dividida entre les dues superpotències, els Estats Units i la Unió Soviètica. La subversió i l'espionatge soviètic foren preocupacions clau durant la Guerra Freda, i a partir de la dècada de 1970 el terrorisme també es convertí en una greu amenaça per a la seguretat nacional.